# Victor Danielsen
Victor Danielsen (28. marts 1894 i Søldarfjørður – 2. februar 1961 i Fuglafjørður) var en færøsk missionær og bibeloversætter.
Danielsens bibeloversættelse blev udgivet 19. marts 1949 efter 20 års arbejde og var den første nogensinde på færøsk. 

## Ekstern henvisning
- Biblian.fo – Danielsens Bibel (færøsk)

|  | Artiklen om Victor Danielsen kan blive bedre, hvis der indsættes et (bedre) billede Du kan hjælpe ved at afsøge Wikimedia Commons for et passende billede eller uploade et godt billede til Wikimedia Commons iht. de tilladte licenser og indsætte det i artiklen. |